# Gerhard Herzberg
Gerhard Heinrich Friedrich Otto Julius Herzberg PC CC FRSC FRS (født 25. december 1904, død 3. marts 1999) var en tysk-canadisk fysiker og fysisk kemiker. Han modtog nobelprisen i kemi i 1971 for sine "bidrag til viden om molekylers elektroniske struktur og geometri, særligt frie radikaler". Herzbergs arbejde omhandlede atom- og molekylespektroskopi. Han er kendt for at anvende disse teknikekr til at fastslå strukturen på både diatomiske og polyatomiske molekyler, inklusive frie radikaler, hvilket er vanskeligt at undersøge på andre måder, og den gemiske analyse af astronomiske objekter. Herzberg arbejdede som kansler på Carleton University i Ottawa, Ontario, Canada fra 1973 til 1980.